# Kashima Reiko
Kashima Reiko (japanisch カシマ レイコ) ist der Name eines fiktiven Wesens aus japanischen Großstadtlegenden. Es wird gewöhnlich als Rachegeist (Onryō), seltener als rachsüchtiger Yōkai beschrieben und als junge Frau ohne Beine dargestellt. Ihr Name ist eine Zusammenziehung von ka- für kamen („Maske“), shi- für shinin („tote Person“), ma („Dämon“), rei („Geist“) und ko („Kind“). Letzteres ist jedoch ein üblicher Bestandteil von Frauennamen, so dass ihr Name, mit den entsprechenden Schriftzeichen, auch 仮死魔霊子 (reiko) geschrieben und mit „Geisterfrau“ übersetzt wird. 

## Legende

### Ursprung
Wie bei Großstadtlegenden üblich, so gibt es auch bei dieser eine Vielzahl an inhaltlichen Variationen. Teilweise besitzt die Figur auch ein männliches Geschlecht und soll beispielsweise als Soldat aus dem Zweiten Weltkrieg erscheinen. Dann wird sie Kashima-san (カシマさん) bzw. Kashima-sama (カシマさま) genannt.
Der Legende nach war Kashima Reiko eine junge Frau, die gewaltsam verstarb und dabei ihre Beine verlor. Gemäß der am häufigsten zitierten Variante war sie eine junge Studentin aus Hokkaido, die eines späten Abends nahe einer Bahngleisüberführung von mehreren Männern überfallen, brutal zusammengeschlagen und ausgeraubt wurde. Sie soll sich, lebensgefährlich verletzt, bis auf die Gleise geschleppt haben, wo sie das Bewusstsein verlor und von einem durchfahrenden Zug überrollt wurde. Der Zug soll ihr die Beine von der Hüfte an abgetrennt haben.

### Lokalität und Verhalten
Als bevorzugte Lokalität ihres Erscheinens werden die Toilettenkabinen in Universitäten und Schulen genannt, wo sie auf ahnungslose Besucher warte, seltener soll sie auch öffentliche Toiletten (vor allem Zuglatrinen) heimsuchen.
Angeblich verwickle Kashima Reiko ihre Opfer stets in ein perfides Frage-Antwort-Spiel, das man korrekt beantworten müsse, damit sie dem Befragten nicht die Gliedmaßen abreiße. So fordere sie in einer Variante: „Gib mir deine Arme!“ (手をよこせ Te o yokose), worauf man mit „Die benutze ich noch.“ (今使ってます Ima tsukattemase) antworten müsse. Anschließend fordere sie: „Gib mir deine Beine!“ (脚をよこせ Ashi o yokose), woraufhin man mit „Die brauche ich noch.“ (今必要です Ima hitsuyō desu) antworten solle.
In einer anderen Variante frage sie ihr Opfer schlicht: „Wo sind meine Beine?“. Bleibe der Befragte unwissend oder gar gänzlich eine Antwort schuldig, reiße sie der Person die Beine ab, um sie für sich zu behalten. Wenn das Opfer die Frage korrekt beantworte („Du findest sie auf den Bahngleisen des Meishin-Express.“), dann frage sie, woher die Person dies so genau wisse. Die korrekte Antwort soll lauten: „Das hat mir Kashima Reiko erzählt“. In weiteren Varianten frage Kashima Reiko abschließend, ob der Befragte auch ihren eigenen, wahren Namen wisse. Könne der Befragte auch diesmal korrekt antworten („Du bist Kamen-shinin-ma.“), soll Kashima Reiko ihrem Opfer drei Tage gewähren, innerhalb dieser Frist müsse das Opfer mindestens fünf Leuten von der Begegnung erzählen, sonst hole sie sich seine Beine.

## Hintergründe
Kashima Reiko kann dem Legendentyp der „rachsüchtigen Geisterfrau“ zugeordnet werden. Die Legenden um sie weisen verblüffende Ähnlichkeiten zu den Sagengestalten Teketeke und, je nach Variante, auch Hanako, der Klogeist auf. Auch deren Geschichten handeln jeweils von einer Jugendlichen oder Schülerin, die gewaltsam oder auf mysteriöse Weise zu Tode kommt und sich in einen rachsüchtigen Geist oder Yōkai verwandelt. Wie Kashima Reiko, verlor die Teketeke ihre Beine durch einen durchfahrenden Zug und verstarb auf den Gleisen. Hanakos Todesumstände sind nicht genauer definiert, aber auch sie sucht – wie Kashima Reiko – nach ihrem Ableben Toilettenkabinen heim. Im Falle von Kashima Reiko ist bemerkenswert, dass „Kashima Reiko“ und „Kamen-shinin-ma“ (eine Art Dämon, der die Gestalt des Verstorbenen annimmt) offensichtlich ein und dieselbe Frau sind, Kashima Reiko soll ihr Name zu Lebzeiten gewesen sein. Zu Kamen-shinin-ma wurde sie erst nach ihrem Tod.
Zumindest in jenen Varianten, wo der Name der Figur nur „Kashima-san“ bzw. „Kashima-sama“ lautet, teilt sie sich den Namen mit einer Figur aus einer Tradition in der nordjapanischen Präfektur Akita, bei der große Figuren aus Reisstroh aufgestellt werden um böse Geister abzuwehren.